# Marguerite Bornhauser
Marguerite Bornhauser, née en 1989, est une photographe plasticienne française.

## Biographie
Marguerite Bornhauser suit des études de lettres et de journalisme à la Sorbonne. Elle est la fille d’un père poète et d’une mère artiste peintre. En 2014, elle intègre une résidence dans l’École d’Art Weissensee de Berlin. En 2015, elle est diplômée de l’École nationale supérieure de la photographie d’Arles. Elle collabore régulièrement avec la presse écrite française et internationale, et avec des créateurs ou groupes de luxe,.

## Carrière artistique
Marguerite Bornhauser utilise principalement une palette colorée et des tons vifs. Elle accompagne régulièrement ses recherches photographiques d’un travail éditorial. En 2015, elle édite un premier ouvrage en autoédition. La même année, Plastic Colors, est sélectionné parmi les dix finalistes du First Book Award, remis par la maison d’édition MACK. Le livre est édité en 2017.
En 2019, Margueritte Bornhauser présente sa première exposition personnelle Moisson Rouge, dans une institution française, à la Maison européenne de la photographie. Le projet mêle compositions abstraites et plans rapprochés. Les images non légendées portent des significations insaisissables. La photographe précise : « Je me sers souvent d’images comme de mots pour raconter des histoires, créer des fictions et des atmosphères particulières ». Elle confronte également sous forme de diptyques, des images réalisées à différentes périodes. 
Parallèlement à cette exposition, elle publie l’ouvrage Moisson Rouge aux éditions Poursuite, dans lequel elle immortalise la nature tel un univers énigmatique, onirique et colorée. Le titre de l’ouvrage fait référence à l’œuvre Red Harvest de Dashiell Hammet, scénariste et romancier américain, considéré comme le fondateur du roman noir.
Son travail artistique a notamment été présenté lors de rencontres ou d’expositions à travers le monde, tel dans les rues de Cincinnati aux États-Unis, lors des Rencontres de la Photographie d’Arles, lors du festival Planches contact à Deauville ou dans les galeries BETC et Agnès B à Paris. 
À l’automne 2020, Margueritte Bornhauser est lauréate du prix du photographe émergent de Photo London,,.
En 2023, elle expose back to dust au musée départemental Arles Antique dans le cadre des rencontres internationales de la photographie. Une exposition dans laquelle elle explore la question de ce qui traverse les âges et de ce qui retourne à la poussière, à travers des clichés de fragments issus de fouilles archéologiques s'étant déroulées en Arles.

## Expositions
- Moisson Rouge, Maison européenne de la photographie, du 5 juin au 14 juillet 2019

## Distinctions
- 2020 : Prix London du photographe émergent

## Publications
- Plastic Colors, Édition du Lic, en association avec la Galerie Madé, 2017, 32p.  (ISBN 978-82-93341-21-5)
- 8, Poursuite Édition, novembre 2018, 60 p.  (ISBN 978-2-490140-13-8)
- Red Harvest, Marguerite Bornhauser, texte de Simon Baker, Poursuite Édition, novembre 2019, 32 p.  (ISBN 9782490140176)